# Jacques Damala
Pour les articles homonymes, voir Damala (homonymie).
 (mai 2025).
Le contenu est difficilement compréhensible vu les erreurs de traduction, qui sont peut-être dues à l'utilisation d'un logiciel de traduction automatique.
 (mai 2025).
Si vous disposez d'ouvrages ou d'articles de référence ou si vous connaissez des sites web de qualité traitant du thème abordé ici, merci de compléter l'article en donnant les références utiles à sa vérifiabilité et en les liant à la section « Notes et références ».
Aristides Damala
Jacques Damala, de son vrai nom : Aristides Damalas (grec : Aριστεíδης Δαμαλάς, orthographes alternatives Aristidis ou Aristide ; 15 janvier 1855 – 18 août 1889), était un officier militaire grec, devenu acteur et époux de Sarah Bernhardt dans ses dernières années.
Il est perçu comme insolent, coureur de jupons et semble posséder les qualités d'un Don Juan. L'écrivain Fredy Germanos le décrit comme opportuniste, hédoniste, dont le mariage avec « la Divine » a intensifié les vices (alcool, drogues, vanité, obsession pour les femmes).

## Biographie

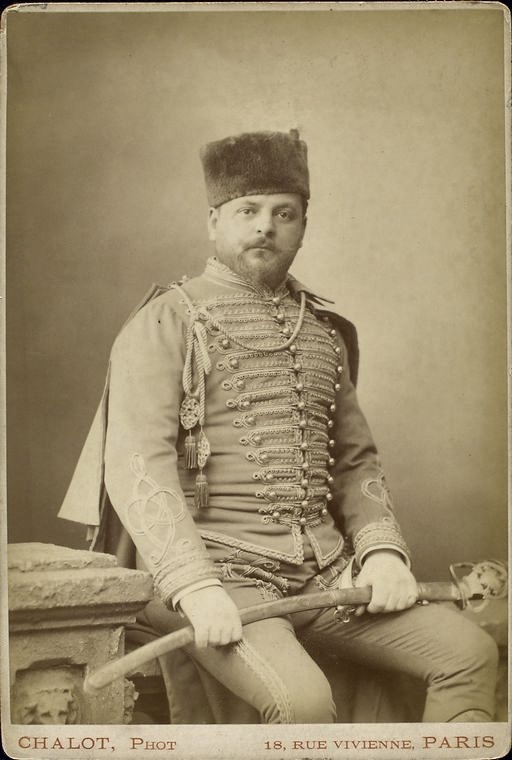
Jacques Damala

Damala est né à Pirée, en Grèce, le 15 janvier 1855  dans la noble famille Damalas. Il était le deuxième des trois enfants d'Ambrosios Damalas (2 juin 1808 - 29 juillet 1869), un riche magnat de la marine marchande, qui fut plus tard maire d'Ermoupolis et de Pirée et de sa femme, Calliope Ralli (6 juin 1829 - 14 février 1891), dont le père, Loukas Rallis, avait également été maire du Pirée et d'Ermoupolis, Syros (il avait également inventé le nom Ermoupoli) et était membre du comité exécutif qui tenta la libération de Chios en 1827, pendant la guerre d'indépendance grecque.
Ambrosios et Calliope ont deux autres fils, Loannis (1845-1916) et Pavlos Damalas (17 juillet 1853-25 décembre 1925) ainsi qu'une fille, Eirini (vers 1857-?). La famille déménage à Marseille (France) durant quelques années avant de déménager à Ermoupoli (Syros), après qu'Ambrosios ait été nommé maire de cette ville.
Après avoir terminé ses études à Pirée, Damala passe quatre ans à l'étranger, principalement en Angleterre et en France, où il a poursuivi des études diplomatiques. Il a fait la connaissance des représentants de la haute société, ainsi que du monde du théâtre. Il rêvait de devenir un jour un dramaturge exceptionnel. Il revient en Grèce en 1878 et s'engage dans l'armée. Il s'entraîna plus tard dans le Corps des Pages en Russie, mais finit par abandonner ses études et retourna à Paris.
Au début des années 1880, il obtient un poste d'attaché militaire auprès du corps diplomatique grec. Il acquit rapidement la réputation d'être « l'homme le plus beau d'Europe ». Ses amis le surnommait le « Diplomate Apollon», les maris de Paris le considérait un danger.
Damala  acquit la réputation d'être un briseur de cœurs et un impitoyable coureur de jupons. On lui prêtait également des relations avec de jeunes hommes. Il commence une liaison avec la femme d'un banquier parisien, Paul Meisonnier, dont la réputation sera ruinée. Elle sera forcée de quitter la France.
Il aurait poussé deux femmes au divorce et au suicide. L'une de ses liaisons, connue et documentée, concernait la jeune fille d'un magistrat du Vaucluse. Elle avait quitté son domicile pour suivre Damala à Paris, où il l'abandonna à la naissance de leur enfant illégitime. La jeune fille disparut. Après de nombreux scandales, Damala fut réaffecté en Russie.

## Rencontre avec Bernhardt et séjour à Saint-Pétersbourg
Avant son transfert, il fut présenté à Sarah Bernhardt par sa demi-sœur Jeanne, peu avant l'été 1881. Damala et Jeanne étaient des consommateurs de morphine connus, associés au monde de la scène.
Damala avait commencé à jouer de petits rôles, en tant que dramaturge amateur, sous le nom de scène de « Daria ». Il fréquentait les théâtres, et d'autres acteurs morphinomanes. Il fréquentait les gens du monde du théâtre, par ambition. Jeanne parla de Damala à S. Bernhardt, et S. Bernhardt voulut le rencontrer. Madame Pierre Berton, dans sa biographie de Sarah Bernhardt, remarque : 

S. Bernhardt fut consternée par l'insolence de Damala à son égard, et ne put cacher son attirance. Elle tomba follement amoureuse. Elle s'apprêtait à commencer sa tournée mondiale. Damala étant transféré à Saint-Pétersbourg, elle décida d'organiser un séjour de six mois en Russie, après avoir toujours refusé de s'y produire. Elle résida à Saint-Pétersbourg, en tant qu'invité officielle de l'empereur Alexandre III de Russie, et continua sa romance avec Damala. Leur liaison scandalisa les cercles de la ville.

## Mariage et nouvelle carrière

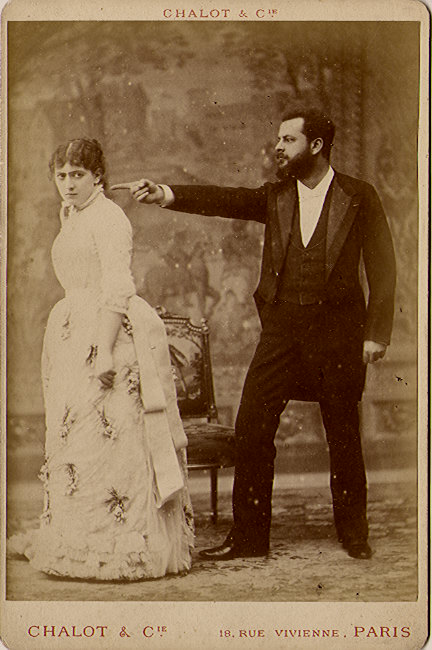
Jane Hading (à gauche) et Damala dans la pièce Le Maître de Forges, c. 1883.

La relation du couple est tumultueuse. Damala critique et se moque ouvertement de Bernhardt devant ses amis. Sarah en retour le surnomme : « Grec tsigane » pour l'humilier. Elle est amoureuse qu'elle tolère ses insultes et lui demande même pardon.
Après sa tournée en Russie, Sarah se produit dans plusieurs pays européens. Damala démissionne du corps diplomatique et la suit.
À Londres, Bernhardt eut une dispute avec Damala. Elle devait interpréter Théodora, de Victorien Sardou.  Elle envoya ce télégramme à Sardou : « Je vais mourir et mon plus grand regret est de ne pas avoir interpréter votre pièce. Adieu ! ». Quelques heures plus tard, Sardou reçoit un deuxième message : « Je ne suis pas morte, je suis mariée ! ». À Sardou qui lui demanda plus tard pourquoi elle s'était mariée, elle répondit que c'était la seule chose qu'elle n'avait jamais faite encore. Damala a confié à ses amis que c'était elle qui lui avait demandé sa main.
Le mariage eut lieu le 4 avril 1882, à Londres. Les différences religieuses auraient été un obstacle à un mariage à Paris : Bernhardt était catholique et Damala grec orthodoxe. Le fils de Bernhardt, Maurice, était hostile à Damala et à ce mariage.
S. Bernhardt présenta Damala aux journalistes : « Ce dieu grec antique est l'homme de mes rêves. ». Le mariage fut critiqué et moqué par la presse. Les caricatures de Bernhardt et Damala ont inondé les journaux pendant des mois. Une critique de Les Mères Ennemies montre Bernhardt tenant Damala comme une marionnette, manipulant ses membres.
Le mariage de Damala avec Bernhardt l'a rendu encore plus infidèle. Trois semaines après le mariage, il y eut une dispute : il insistait pour qu'elle change son nom de scène en Sarah Damala. Devant son refus, il a quitté la maison. Pendant quelques jours, il s'est montré en compagnie d'une jeune fille norvégienne. À son retour, Sarah accepta ses excuses.
Lors d'une tournée à Ostende, Damala s'est à nouveau enfui. Deux jours plus tard, il était vu à Bruxelles, accompagné d'une femme belge. Bernhardt lui pardonna de nouveau.
Malgré ces humiliations, elle donnait de l'argent à Damala pour payer ses maîtresses et ses dettes. L'infidélité de son mari était un sujet de commérages. De retour à Paris, Damala décida de devenir dramaturge. Peu après, Bernhardt achèta un théâtre, le Théâtre de l'Ambigu, et nomma Maurice directeur et Damala acteur principal.
Ses contemporains furent intrigués par sa décision de se débarrasser d'acteurs professionnels pour jouer aux côtés d'un amateur peu qualifié. Damala a été décrit comme sans talent, dépourvu de technique, mauvais acteur, sans rythme et avec un accent grec inintelligible. Bernhardt était aveugle à tous ces défauts et lui confia le rôle d'Armand Duval dans La Dame aux Camélias. Elle aurait dit à Alexandre Dumas : « Ne ferait-il pas un excellent Armand ? Rien qu'en le regardant, on comprend pourquoi Marguerite Gautier meurt comme elle meurt ! »
Le couple revient à Paris et interprète La Dame aux Camélias. La performance de Sarah est saluée ; celle de Damala est critiquée. Damala, furieux, blâme Bernhardt.

## Séparation
En décembre 1882, Bernhardt crée Fédora de Victorien Sardou et reçoit d'excellentes critiques. Sardou avait écrit la pièce pour elle, et avait refusé que Damala y joue. Bernhardt a nommé son mari directeur de sa compagnie de théâtre en tournée (« Head of the Tour »). Le manque de compétences de Damala en matière de gestion entraîna un désastre. Bernhardt dût le démettre de ses fonctions et le réduire au rang de prince consort. Frustré, Damala continua d'humilier et de critiquer Bernhardt. Sa dépendance à la morphine fit chavirer leur mariage.
Le comportement de Damala est devenu fréquemment scandaleux. Un jour, sur scène avec Bernhardt, Damala, sous l'emprise de la drogue, a déchiré sa robe et a exposé ses fesses au public. Le 12 décembre 1882, Bernhardt s'en prend à Damala, refuse de couvrir ses dépenses en femmes et en drogue. Damala répond de manière explosive. Le lendemain matin, il partit, sans prévenir, pour l’Afrique du Nord. Réalisant qu'il ne serait jamais considéré comme autre chose que « M. Sarah Bernhardt », il s'enrôle dans les troupes spahi en Algérie. Bernhardt a dû régler ses dettes.
Au début de 1883, elle part en tournée en Scandinavie en compagnie de son nouvel amant, le dramaturge Jean Richepin. À son retour à Paris, elle découvre Damala  dans sa maison. Bernhardt quitta Richepin et le couple se retrouva un temps ; bientôt, le mariage se détériora encore. Un soir où Bernhardt jouait Ophélie  en Italie, elle est sortie de scène et a dit : « C'est tout ».
Peu après, elle l'a placé dans une clinique. Six mois plus tard, il revint à nouveau chez elle, au grand désarroi de Richepin. Bernhardt l'a envoyé à nouveau dans une clinique, puis dans un hôtel, dans la banlieue de Paris. Ils ne divorcèrent pas, le mariage dura légalement jusqu'à la mort de Damala en 1889. Bernhardt, très stricte avec ses opinions catholiques, opta pour une séparation semi-légale, en échange d'une pension qu'elle lui envoyait mensuellement.
Après sa séparation d'avec Bernhardt, Damala a tenté de revenir dans le monde diplomatique. Son retour fut difficile et il resta dans le milieu du théâtre. La même année, en 1883, il interprète le rôle le plus mémorable de sa carrière (après Armand) : Philippe Berlay, aux côtés de Jane Hading, dans l'adaptation scénique du roman de Georges Ohnet, Le Maître de Forges . La pièce connut un grand succès et fut jouée toute l'année au Théâtre du Gymnase de Marseille.
Damala a joué dans quelques productions au cours des années suivantes. Il a joué le rôle principal (rôle de Jean Gaussin) dans la comédie Sapho, adaptation scénique par Alphonse Daudet de son propre roman, Sapho, mœurs parisiennes, toujours avec Hading comme partenaire. La pièce a été créée au Gymnase de Paris, le 18 décembre 1885. Damala a joué dans l'adaptation d'un autre roman d'Ohnet, La Comtesse Sarah, en 1887.
Il fut rapidement oublié, voire ignoré par la société parisienne. En mars 1889, Bernhardt revint à Paris au terme d'une tournée européenne d'un an et reçoit un message de Damala : il est en train de mourir à Marseille et il la supplie de le reprendre. Elle a abandonné ses représentations à Paris, s'est précipitée à Marseille et l'a fait soigner. Elle l'accueillit chez elle et le choisit comme acteur principal dans La Dame aux Camélias. Damala avait promis d'arrêter la morphine. Sa dépendance s’est aggravée. Sa lucidité s'est réduite. Il faillit être arrêté pour s'être exposé nu à l'Hôtel de Ville de Milan. Il a repris son rôle d'Armand, mais, après six semaines de tournée, il s'est effondré et a été transporté à l'hôpital. Peu avant sa mort, Bernhardt lui proposa un autre rôle, dans la pièce Léna, au Théâtre des Variétés. Après la deuxième représentation, il fut incapable de jouer le rôle, en raison de son manque de lucidité désormais permanent et de l'influence continue de l'alcool et des drogues.

## Fille illégitime
Début 1889, Damala avait eu un enfant avec l'une de ses maîtresses. C'était une figurante de théâtre, qui lui injectait de la morphine pendant les entractes ; elle a placé le bébé dans un panier sur le pas de la porte de Bernhardt avec une note. Bernhardt, furieuse de découvrir que la fille illégitime de Damala était placée sous sa garde, envisagea de faire noyer l'enfant dans la Seine. Damala, complètement sous dépendance, était incapable d'envisager la situation. Un ami de Bernhardt et de Damala, le trafiquant d'armes et futur magnat Basil Zaharoff, proposa de prendre l'enfant et de lui trouver une famille. La jeune fille fut baptisée Teresa et fut élevée à Andrinople en Thrace orientale ; elle devint une mondaine de la société royale d'Athènes (1889-1967). Elle eut des relations amoureuses avec Ernest Hemingway, qui la qualifia de « princesse grecque », et avec Gabriele d'Annunzio ; elle fit la connaissance de Benito Mussolini, servit de modèle à Pablo Picasso au début des années 1920 ; Fredy Germanos en fit un roman historique Teresa (grec : Tερέζα, prononcé Tereza ), publié en 1997. Le livre fait également référence à la vie parisienne de Damala et mentionne que Bernhardt est restée amoureuse de lui jusqu'à la fin de sa vie. Bernhardt et Teresa Damala se sont rencontrées des années plus tard.

## La mort

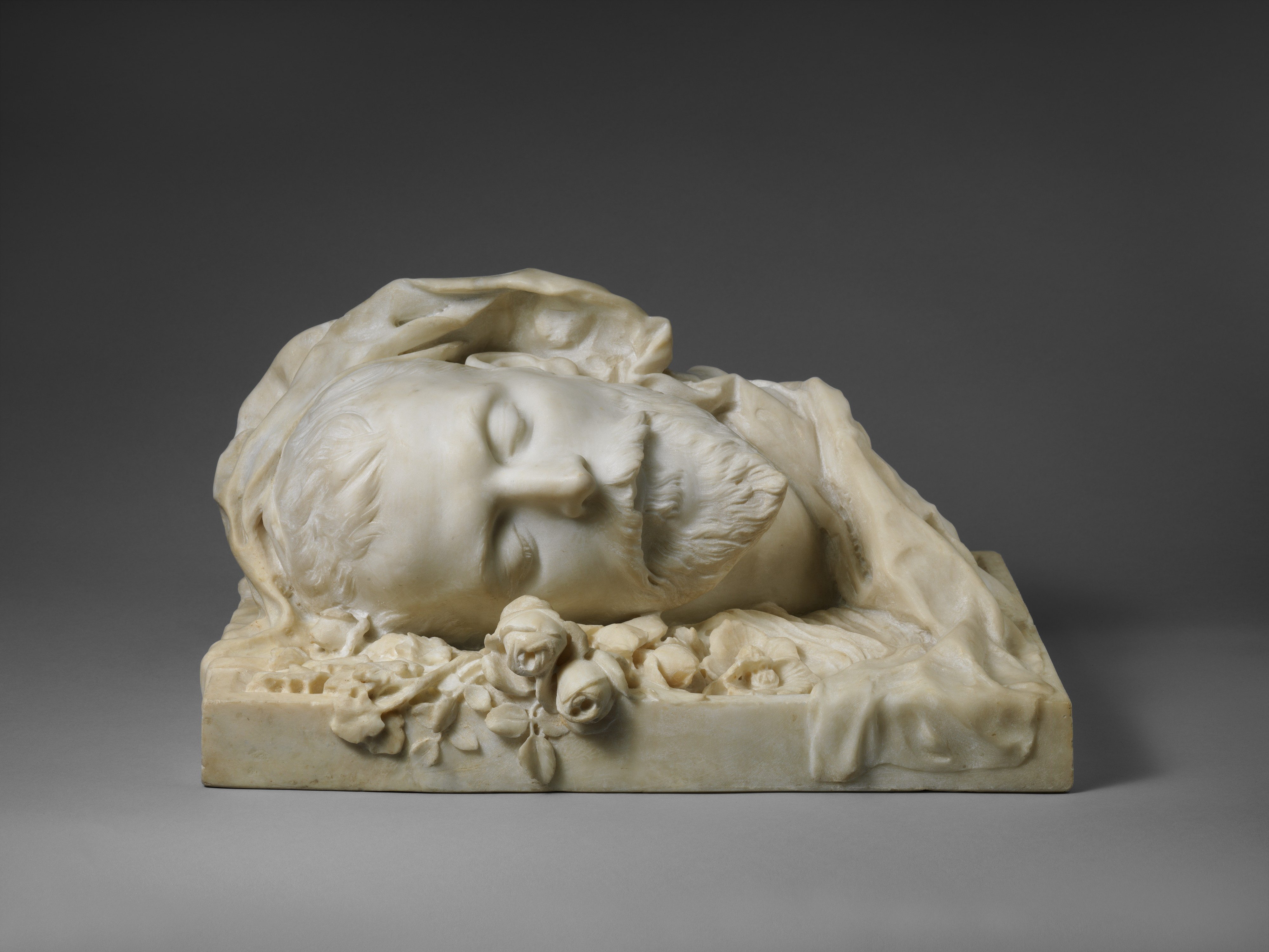
Buste funéraire en Damala de Sarah Bernhardt (1889)

Damala a été retrouvé mort à Paris le 18 août 1889, dans une chambre d'hôtel[réf. nécessaire], d'une overdose de morphine et de cocaïne. La nouvelle de sa mort fut cachée à Bernhardt jusqu'à la fin de sa représentation. Elle aurait déclarée : « Eh bien, tant mieux... ».
Bernhardt a porté le deuil pendant un an après la mort de Damala. Elle avait légalement adopté son nom de famille (c'est-à-dire Sarah Bernhardt-Damala) et n'y avait jamais renoncé, même après la mort de son mari. Elle garda « Damala » comme nom légal jusqu'à sa mort ; sa décision lui causa quelques ennuis pendant la Première Guerre mondiale : un officier d'un bureau consulaire de Bordeaux refusa de lui accorder un visa pour son passeport, en raison du fait que ce dernier était grec (le roi Constantin de Grèce était censé soutenir le camp allemand pendant la guerre et l'État français refusait d'accorder des visas aux passeports grecs). Il a fallu l'intervention du ministre de l'Intérieur pour que Bernhardt obtienne son visa.

## Postérité
À une occasion, pendant qu'il était marié avec Sarah, le célèbre auteur de Dracula, Bram Stoker, a dîné avec Damala dans les coulisses du Lyceum, il a noté : 
En 1897, Stoker a convenu que Damala était l'un de ses modèles pour le comte Dracula.
Il a été interprété par trois acteurs dans des films et des séries télévisées biographiques sur Sarah Bernhardt. Il a été interprété par John Castle dans le film L'Incroyable Sarah (aux côtés de Glenda Jackson ), en 1976 ; puis, par l'acteur canadien Jean LeClerc dans le téléfilm Sarah (également en 1976) ; et enfin, par Gonzalo Vega dans la série télévisée mexicaine La Divina Sarah (1980).
Sa sœur cadette, Eirene (vers 1857–?) a eu une brève liaison avec l'écrivain et journaliste américain d'origine irlandaise Frank Harris. Il le raconte dans son autobiographie scandaleuse My Life and Loves . Harris avait rencontré la famille Damala à l'été 1880, alors qu'ils résidaient tous à l'Hôtel d'Athènes, à Athènes. Harris et Eirene Damala (appelée dans le livre « Mme M. ») ont eu une brève liaison romantique/sexuelle, que Harris décrit de manière très graphique dans son livre. Eirene était séparée de son mari écossais, qui l'avait quittée et était retourné en Angleterre.
Harris s'est également lié d'amitié avec Damala ; les deux sont devenus plus proches lorsqu'ils se sont rencontrés à nouveau à Paris. Harris raconte un incident à Trieste : Bernhardt s'en prit publiquement à son mari pour ses infidélités ; Damala lui répondit : « Madame, vous n'aurez plus jamais l'occasion de m'insulter. ». Il revient à Paris. S. Bernhardt, inconsolable, interrompit la tournée et revint à Paris. Damala aurait dit à Harris à propos de Bernhardt : « Un grand talent, mais une petite nature et une langue grossière. »

## Ses représentations
- 1882 : Alexandre Dumas La Dame aux Camélias (Armand)
- 1883 : Maître de Forges, de Georges Ohnet (Philippe Berlay). La représentation à Paris fut un « grand et inattendu succès », « à la grande surprise de M. Damala »[9].
- 1885 : Sapho d'Alphonse Daudet (Jean Gaussin)
- 1887 : La Comtesse Sarah, d'Ohnet
- 1889 : La Dame aux Camélias, de Dumas (Armand)